# 加藤清正
加藤 清正（かとう きよまさ）は、安土桃山時代から江戸時代初期にかけての武将、大名。肥後国熊本藩初代藩主。

## 概要
通称は虎之助（とらのすけ）。熊本などでは現代でも、清正公さん（せいしょうこうさん、せいしょこさん）と呼ばれて親しまれている（清正公信仰）。これは、ひとえに新田開発や治水工事で実績を上げたことによるところが大きい。
豊臣秀吉の子飼いの家臣で、賤ヶ岳の七本槍の一人。秀吉に従って各地を転戦して武功を挙げ、肥後北半国の大名となる。文禄の役の際の京城攻めでは、出世を競う小西行長と一番乗りを争った。秀吉没後は徳川家康に近づき、関ヶ原の戦いでは東軍に荷担して活躍し、肥後国一国と豊後国の一部を与えられて熊本藩主になった。明治43年（1910年）に従三位を追贈されている。

## 生涯

### 秀吉の子飼いから肥後の有力大名へ

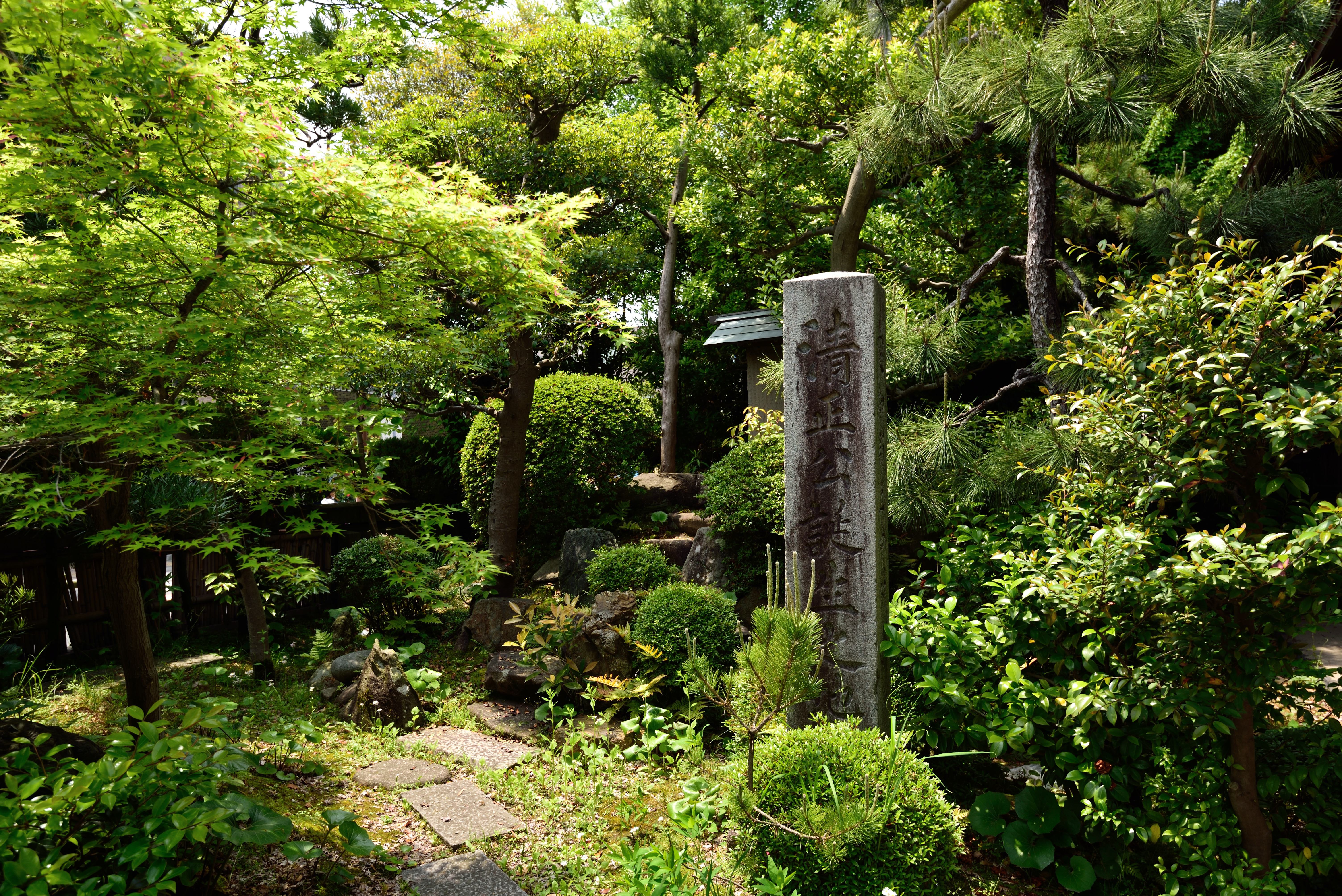
妙行寺にある加藤清正生誕地碑（愛知県名古屋市）

熊本城・御幸橋南詰にある「清正公」像

永禄5年（1562年）6月24日、刀鍛冶・加藤清忠の子として尾張国愛知郡中村（現在の名古屋市中村区）に生まれた。母は鍛冶屋清兵衛の娘・伊都。
永禄7年（1564年）、清正が3歳の時に父が死去し、母とともに津島に移った。
天正元年（1573年）、羽柴秀吉の生母である大政所と母が従姉妹（あるいは遠縁の親戚）であった縁から、近江国長浜城主となったばかりの又従兄弟たる秀吉に小姓として仕え、天正4年（1576年）に170石を与えられた。
近江の守護大名佐々木氏の一族で、近江の名門である山崎片家の娘を娶り、正室とする。
天正8年（1580年）9月19日、秀吉から播磨国神東郡内に120石を与える知行宛行状（『加藤文書』）が記録上の最初の登場である。
天正10年（1582年）4月14日、中国経略中の秀吉が冠山城を攻めた時、清正は城に一番乗りを果たして、竹井将監を討ち取っている。
天正10年（1582年）、本能寺の変が起こると、清正は秀吉に従って山崎の戦いに参加した。翌年の賤ヶ岳の戦いでは敵将・山路正国を討ち取るという武功を挙げ、秀吉より「賤ヶ岳の七本槍」の一人として3,000石の所領を与えられた。
天正13年（1585年）7月、秀吉が関白に就任すると同時に従五位下・主計頭に叙任する。
天正14年（1586年）、秀吉の九州平定に従い、天正16年（1588年）に肥後国領主となった佐々成政が失政により改易されると、これに替わって肥後北半国19万5,000石を与えられ、隈本城に入り、後の天正19年（1591年）頃よりこれに改修を加えて熊本城とした。
清正は賤ヶ岳の戦い以降、小牧・長久手の戦い、四国征伐、九州平定に参加し、ほとんどが後備として秀吉の周囲を守るか後方支援に当たるかしていた。例えば、小牧・長久手の戦いの時に作成されたとみられる陣立書が残されているが、そこに記された加藤虎介（清正）の動員兵力はわずか150名であった。『清正記』などの清正の伝記にはいくつもの武功に関する記載と秀吉からの感状の引用が記されているが、それらは創作の可能性がある。当時の清正が秀吉から期待されていたのは、豊臣政権の財務官僚としての役割であった。記録で確認できるだけでも豊臣氏の播磨国や和泉国にあった蔵入地の代官、九州平定後の上使としての戦後処理、尾藤知宣が改易されて闕所地となった讃岐国に新領主に決まっていた生駒親正が入国するまで代官として臨時に統治業務にあたる仕事などが知られている。また、和泉国の代官を務めたことで、堺の商人との関係を深めることになった。なお、清正が肥後半国を与えられた理由としては、九州平定が終わった直後に肥後国人一揆が発生し、不安定な政治情勢が続いていた肥後の情勢を鑑み、長年代官を務め、九州平定・肥後国人一揆後に上使として派遣されて現地に通じている清正に肥後半国を託したと考えられている。

### 文禄・慶長の役

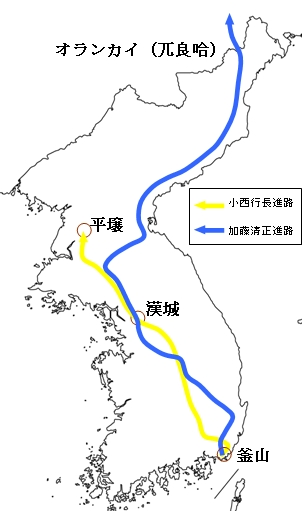
加藤清正進路（青線）

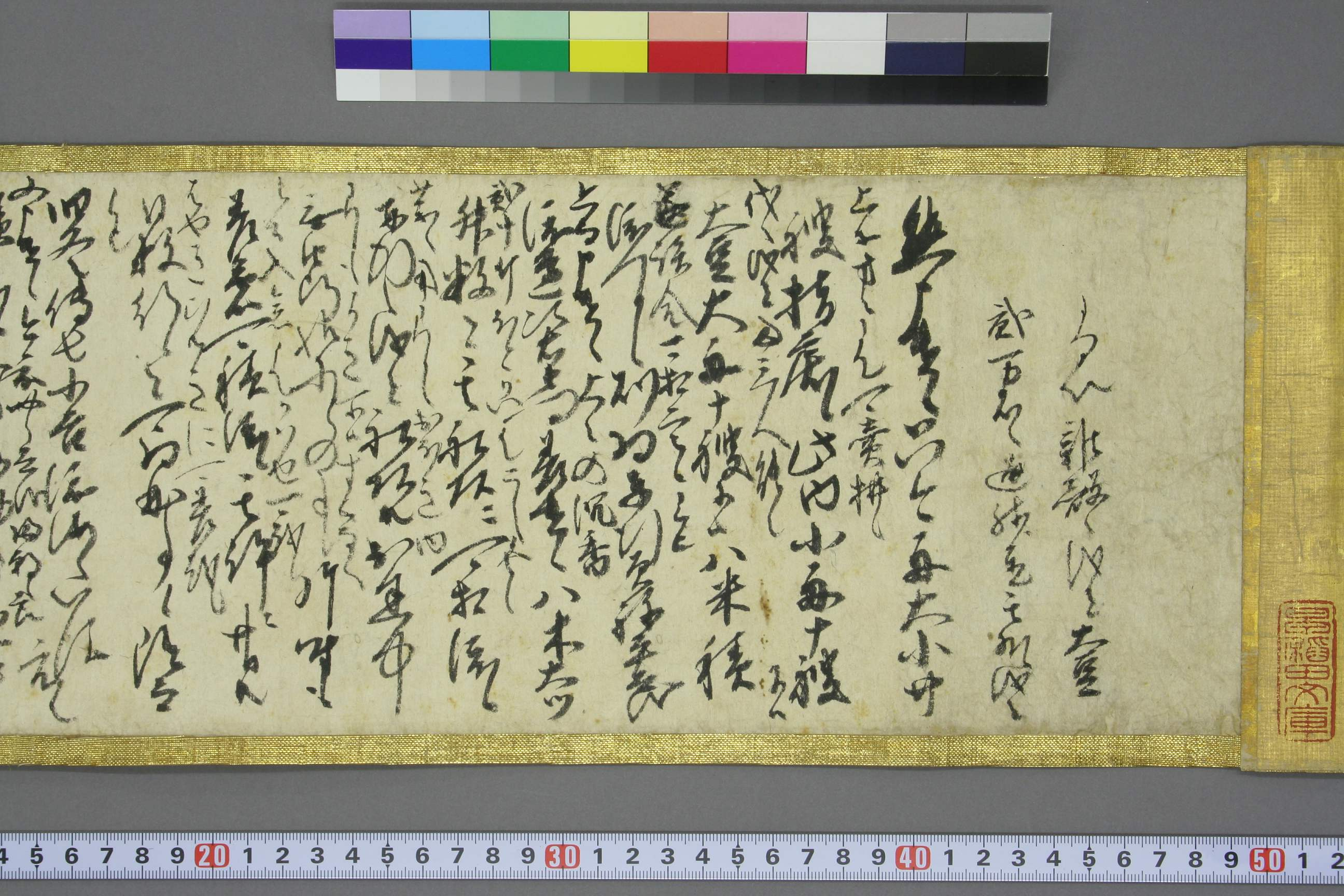
加藤清正朝鮮陣書状（1594年）

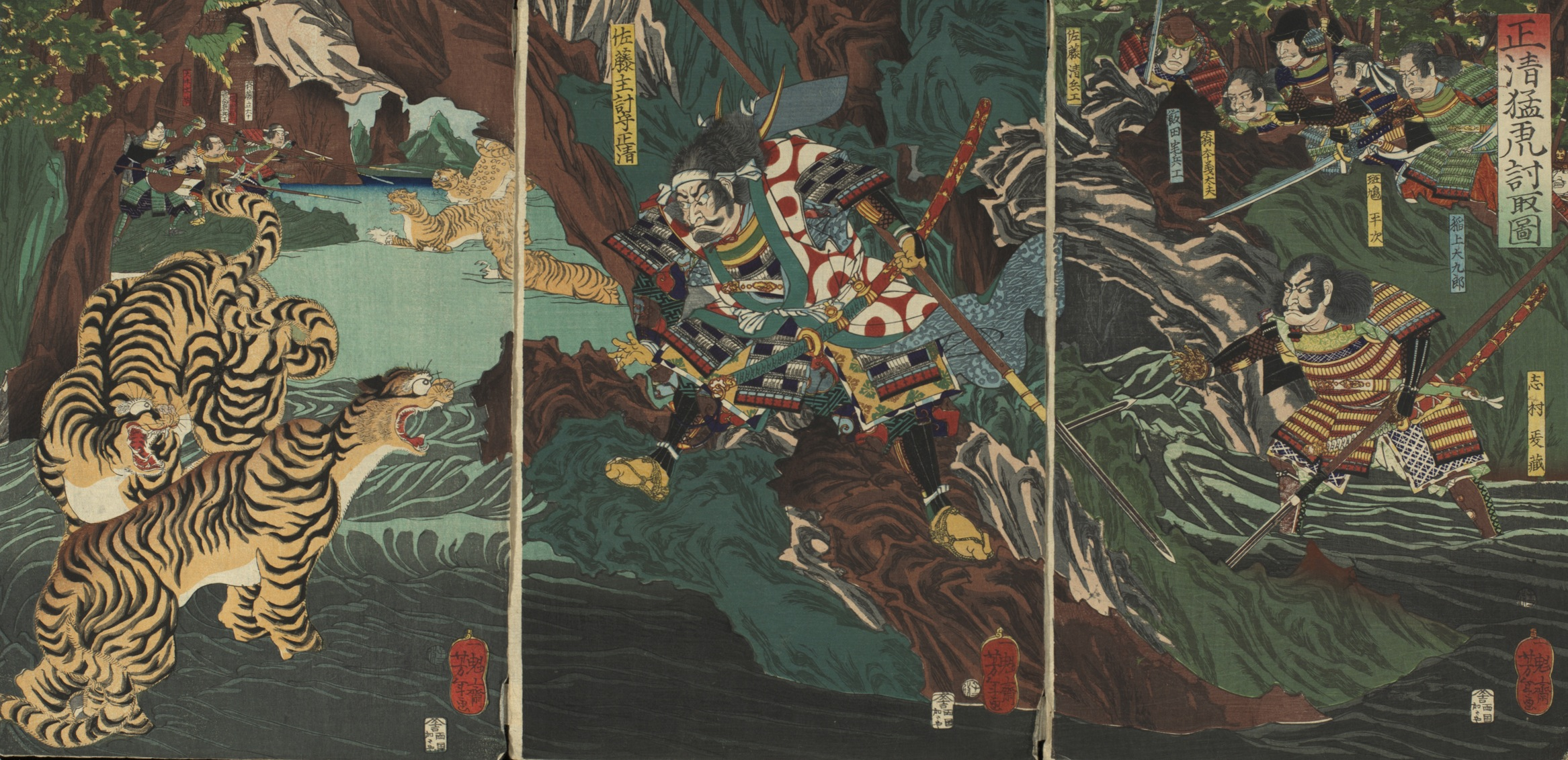
加藤清正の虎退治（月岡芳年画）

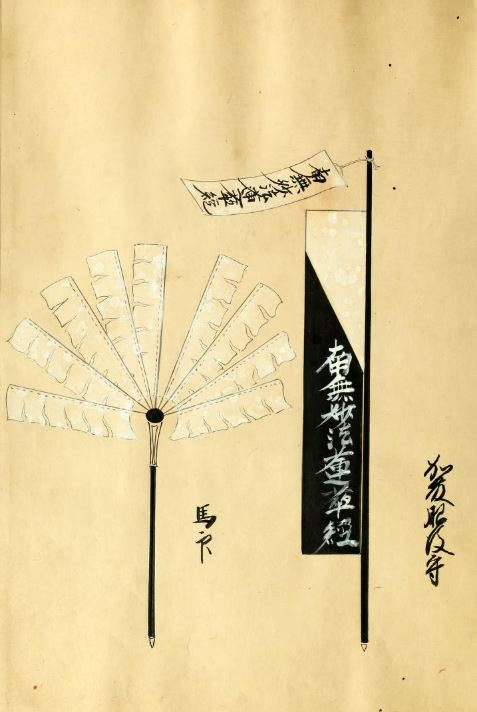
加藤清正の馬印と旗印

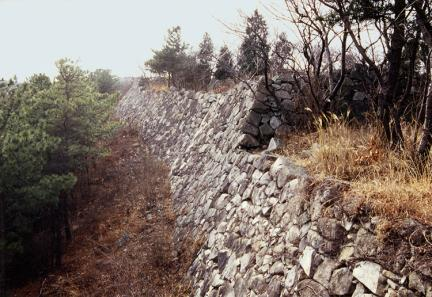
清正が築城した西生浦倭城の本丸跡

文禄元年（1592年）からの文禄・慶長の役では、朝鮮へ出兵した。
出兵前年の天正19年（1591年）、清正は領国の家老2名に対して36か条に及ぶ出兵の準備に関する指示を出している。肥後一国を与えられる前は170人程度の軍勢を指揮するに過ぎなかった清正が、1万人単位の兵を率いる立場になってから初めての大規模な戦いであった。清正の家臣の中には新参の家臣が多く、実際の戦闘や留守の領国でどこまでの働きをするのか未知数であった。しかも、九州諸大名には肥前国名護屋城の築城など、軍役以外の負担を課せられるなど、清正は重い課題を抱えたままの出陣となった。
文禄の役では二番隊主将となり鍋島直茂、相良頼房などを傘下に置いた。同じく先鋒である小西行長率いる一番隊とは別路をとり、4月17日の釜山上陸後は行長と首都漢城の攻略を競い、5月3日南大門から漢城に入城した。漢城攻略後は一番隊や黒田長政の三番隊とともに北上し、臨津江の戦いで金命元等の朝鮮軍を破る。その後、黄海道金郊駅からは一番隊、三番隊とは別れ東北方向の咸鏡道に向かい、海汀倉の戦いで韓克諴の朝鮮軍を破り、咸鏡道を平定して、現地の朝鮮人によって生け捕りにされていた朝鮮二王子（臨海君・順和君）を捕虜にした（咸鏡道経略）。だが、清正の本意は秀吉の意向が明本国への進撃である以上、朝鮮半島の平定に時間をかけるべきではないという考え方で、日本側が取った八道分遣策には批判的であった。
清正の危惧通り、明軍の援軍を得た朝鮮軍の反撃を受けた一番隊や支援にかけつけた三番隊は苦戦をし、日本軍の進撃は停止してしまう。一方、明への侵攻路から外れた辺境で敵軍も少なかった二番隊は大きな抵抗を受けずに侵攻を続けたため、一番隊や三番隊の苦戦を知る日本本国では「清正が虚偽の戦果を報告しているのではないか」と疑惑を持たれることになった。当然、清正はこうした流れに反発し、それが一番隊を率いていた小西行長や本国と現地の取次をしていた石田三成への不信の発端になったとみられている（反対に、この時期以前に清正と彼らの不仲を裏付ける一次史料は存在していない）。
さらに清正は朝鮮の国境である豆満江を越えて、満洲のオランカイ（兀良哈）へ進攻した。しかし当地は明への侵攻路から外れている上に得るものが乏しいため、早々に朝鮮領内へ引き揚げ、咸鏡北道を帰順した現地朝鮮人の統治域とし、日本軍は吉州以南に布陣した。日本軍の去った咸鏡北道では朝鮮人の義兵が決起して吉州を攻撃したが、これを撃破する。
その後、明軍が現れた京畿道方面に配置転換が命じられ、咸鏡道を引き払い漢城に入った。文禄2年（1593年）6月の第二次晋州城の戦いで加藤軍は北面からの攻城を担当し、亀甲車を作り、配下の森本一久と飯田直景が、黒田長政配下の後藤基次と一番乗りを競い城を陥落させた。
明・朝鮮と本格的な交渉が始まると、清正は主に惟政らに秀吉の講和条件を伝えた。だが秀吉の条件は明にも朝鮮にも到底受け入れられるものではなかった。このため、秀吉の命令を無視してでも和睦を結ぼうとする小西行長と対立し、行長は清正が講和の邪魔になるとみて、彼が豊臣姓を勝手に名乗ったこと、独断専行した罪などで秀吉に訴えた。この時、戦争継続は不利と考える石田三成が行長を支持したことなどから、清正は京に戻され謹慎となる。増田長盛が三成と和解させようとしたが、清正は断っている。しかし、この帰国に関しては講和進展と明使の来日に伴う軍の一部撤退による帰国であるとする説も出されている。その後、慶長伏見地震の際、秀吉のいる伏見城へ駆けつけ、その場で弁明したことにより許されたとされる「地震加藤」の逸話があるが、この話も清正が地震の2日後に領国に送った書状の中に秀吉一家の無事とともに、「（自分が無事だったのは）伏見の屋敷が完成していなかったから」「（地震の為に）京から胡麻を取り寄せて領国に送るのが遅くなる」とあることから、清正がいたのは（伏見でも京でもなく）大坂であったことが推定され、史実ではないのではという説がある。
一方、一次資料に秀吉の勘気を伺えないのは、当時は和議の最中であり清正の処分が漏れることは日本側を動揺させるので公には伏せられており、加藤家以外の史料に見えないのは当然であること、帰朝直後の対馬から自分の指示が届かなくなることを想定した留守中法度を送付していたこと、地震の2日後に領国に送った書状も、冒頭では清正は伏見で地震に遭遇し、秀吉らの無事と自分の無事を伝えているように見えること、伏見の屋敷は造作していないから無事だとは書いてあるけれど伏見にいなかったとは書いてないし、謹慎蟄居は伏見のどこかの寺など監視が届く場所で行われていたと考えるのが自然ではないかということ、細川忠興が、自身に次いで清正が辿り着いたと証言していること、牛方馬方騒動で追放された中川周防から聞き取りながら書かれた続撰清正記にも、地震が起きた夜の様子や主従で伏見城に駆け付けたことが書いてあることから「地震加藤」の逸話の元となった出来事はあったという説もある。
清正が大坂から伏見の秀吉の許に駆けつけた可能性はあっても、（忠興の証言を信じれば）真っ先に駆けつけたとする部分は事実ではなかったことが明らかとなっている。
一方、名護屋城の築城以来、清正領国を含めた九州各地は、朝鮮での軍役やその軍勢を維持するための物資調達で多大の負担を強いられ、不穏な動きを見せ始めていた。文禄元年（1592年）6月に島津氏の家臣である梅北国兼が清正の支城の1つ佐敷城を奪う梅北一揆が発生する。一揆は間もなく鎮圧されるが、人夫としての動員や徴税、その他の物資徴発に由来する過大な負担は家中や領民を動揺させた。文禄2年8月、釜山郊外の西生浦倭城にいた清正が冬に備えて留守を守る重臣に対して51か条に及ぶ物資調達を督促する書状を出している。ただ、この時の調達に国元は難渋した模様で、翌文禄3年4月には早くも冬に備えた物資調達とともに、重臣達の怠慢を叱責する書状を送っている。徴税時や人夫動員時には、あらかじめ百姓を人質を取ったり、逃亡した人夫を出した村に対しては日割りで欠員期間の夫銭を徴収するなどの制裁措置を取ったりすることで、未進や逃亡の阻止を図った。そして、領内では一部の加藤家家臣を巻き込む形で百姓の動員拒否や逃亡の動きが盛んになる。ついには、肥後本国の百姓が朝鮮に陣夫として連れてこられた百姓に対して「今なら集団で肥後に逃げ帰っても、代官たちが百姓改めをしないから村に戻るなら今のうちだ」という内容の書状を送り、清正がそれを見つけてしまう事件まで発生したのである。文禄2年2月14日付で秀吉が肥後に残った加藤家の重臣に対して直接朝鮮半島から逃げ帰った百姓の取締を命じる朱印状を発給しているのも、清正ら九州諸将の留守の領国における不穏な動きに対応した措置とみられている。また、この時期の清正は財政難の克服や軍需品の調達を意図してルソンに貿易船を派遣して、日本では米に比べて廉価であった麦類を輸出して硝薬などの軍需品を輸入しようとしたが、朝鮮出兵によってルソンの軍事的緊張が高まり、思うように成果が上がらなかった。
慶長2年（1597年）からの慶長の役では、左軍の先鋒となった小西行長に対し、右軍の先鋒となる。再び朝鮮に渡海する際、行長は明・朝鮮軍側に清正の上陸予想地点を密かに知らせ、清正を討たせようとしている。しかし敵の李舜臣はこれを罠だと判断して出撃せず、清正は攻撃を受けなかった。
日本軍の作戦目標は、まず全羅道を徹底的に撃滅し、さらに忠清道へも進撃することと、その達成後は後退して拠点となる城郭群を建設することであった。西生浦倭城を発った清正は全羅道に向かって西進し、朝鮮軍の守る黄石山城を陥落させると、全羅道の道都全州を占領。次に忠清道鎮川まで進出し、ここに最初の作戦目標を達成した。
日本軍の諸将は築城予定地まで後退。清正は西生浦倭城の東方に新たに築城される蔚山の地に入り、自ら縄張りを行った後、加藤安政等を配備して西生浦倭城に移った。蔚山倭城の建設は帰国予定の浅野幸長と宍戸元続等の毛利勢（毛利氏は他に梁山倭城の築城も担当）が担当した。清正は西生浦倭城に加え蔚山倭城の守備担当であった。
慶長2年（1597年）12月、完成が間近に迫った蔚山倭城へ57,000人の明・朝鮮軍が攻め寄せて蔚山城の戦いが始まると、清正は急遽側近のみ500人ほどを率いて蔚山倭城に入城した。未完成で水も食糧も乏しい状況で、毛利秀元や黒田長政等の援軍の到着まで明・朝鮮軍の攻撃に10日ほど耐え、この戦いを明・朝鮮軍に20,000人の損害を与える勝利へと導いた。この当時の朝鮮における明軍の総司令官であった楊鎬は、勝利と偽って本国に報告したが、惨敗したことが露見し、解任された。
慶長3年（1598年）9月、再び蔚山倭城は攻撃を受けるが、この時には城も完成しており、前回ほど苦戦せずに撃退した。

### 関ヶ原の戦いから江戸時代

名古屋市中村区中村町字木下屋敷の妙行寺内にある加藤清正像

秀吉の死により、清正らは日本に帰国することになった。すぐに帰国に応じたことからも、清正も朝鮮出兵が無益な戦いであることを認識していたものと考えられる。帰国した清正は向こう数年の百姓の夫役を停止するなどの領国建て直し策を出す。また、朝鮮出兵時から続けられていた国内外を舞台にした投機的な取引によって、収取された米や大豆、麦などの農産物を売買し、少しでも財政難を解消することにも努めた。ところが、現実には緊迫した政治情勢の中で熊本城の改築などの軍事的対応が優先され、領国の再建は先送りされることになる。
慶長3年（1598年）、秀吉が死去すると、五大老の徳川家康に接近し、家康の養女を継室として娶った。
慶長4年（1599年）3月28日、前田利家が死去すると、福島正則や浅野幸長ら七将の一人として石田三成暗殺未遂事件を起こし、これに失敗するとさらに家康への接近を強めた。
ところが、島津氏の重臣である伊集院氏が主家に反旗を翻した庄内の乱において、清正が反乱を起こした伊集院忠真を支援していたことが発覚した。庄内の乱は家康が五大老として事態の収拾を図っていた案件であり、清正の行動は家康からすれば重大な背信行為であった。家康は清正の上洛を禁じて、清正が上方に向かった場合にはこれを阻止するように有馬則頼に命じた。
慶長5年（1600年）、清正は大坂に入り、2月13日に有馬則頼と会い（『鹿苑日記』）、その前後には家康とも対面しているようであるが、家康の怒りは収まらず、清正には会津征伐参加を許さず、国元に留まるように命じている。同年9月の関ヶ原の戦いの際に清正が領国である肥後にいたのは、家康によって事実上の謹慎を命じられていたためである。
また、家康の会津征伐の発動に清正が強硬に反対したが、家康は同意せずに清正に対して立腹したとされている。
こうした事情から関ヶ原の戦い当初は家康と疎遠となった清正が西軍につく事態も想定され、毛利輝元らによる説得工作が行われた。だが、清正は家康に懇願して大坂にいた家臣を会津征伐に出陣する家康の下に派遣しており、石田三成らの挙兵を知った家康はその家臣を肥後に帰して、清正の東軍加勢を認めた。その間にも清正は黒田如水と連絡を取って家康ら東軍に協力する約束を交わし、家康の書状を携えた家臣が帰国した8月後半から黒田軍とともに出陣、小西行長の宇土城、立花宗茂の柳川城などを開城、調略し、九州の西軍勢力を次々と破った。戦後の論功行賞で、小西旧領の肥後南半を与えられ、52万石（実質石高は79万石）の大名となる。関ヶ原の戦い一年余の後に、替地充行状が多発されるようになり、戦時色を払拭し恒常的、安定的な領国体制の再編に向けて動き出していたことが窺える。
慶長8年（1603年）、豊臣姓を下賜されている。
慶長10年（1605年）、従五位上・侍従兼肥後守に叙任される。
慶長11年（1606年）、徳川四天王の一人榊原康政の嫡男・康勝に娘のあまを嫁がせた。だが、この年に康政が急死して康勝が館林藩を継いだため、清正がその後見人として藩政をみた。
また、江戸幕府の成立後、豊臣氏がかつて日本各地に設置した蔵入地は解体される傾向にあったが、清正が統治する肥後国の蔵入地は依然として残されて年貢が大坂城の豊臣秀頼の下に送付されていた模様で、清正の死の翌年に毛利氏が清正死後の熊本藩を内偵した記録である『肥後熊本世間取沙汰聞書』によれば同藩には（豊臣氏）蔵入地3万石が設置されたままであることが記されている。
一方、熊本藩内では熊本城と麦島城の改築、旧加藤・小西両領の境界地帯を中心とした支城の廃止などが行われ、最終的には熊本城と7つの支城に整理された。

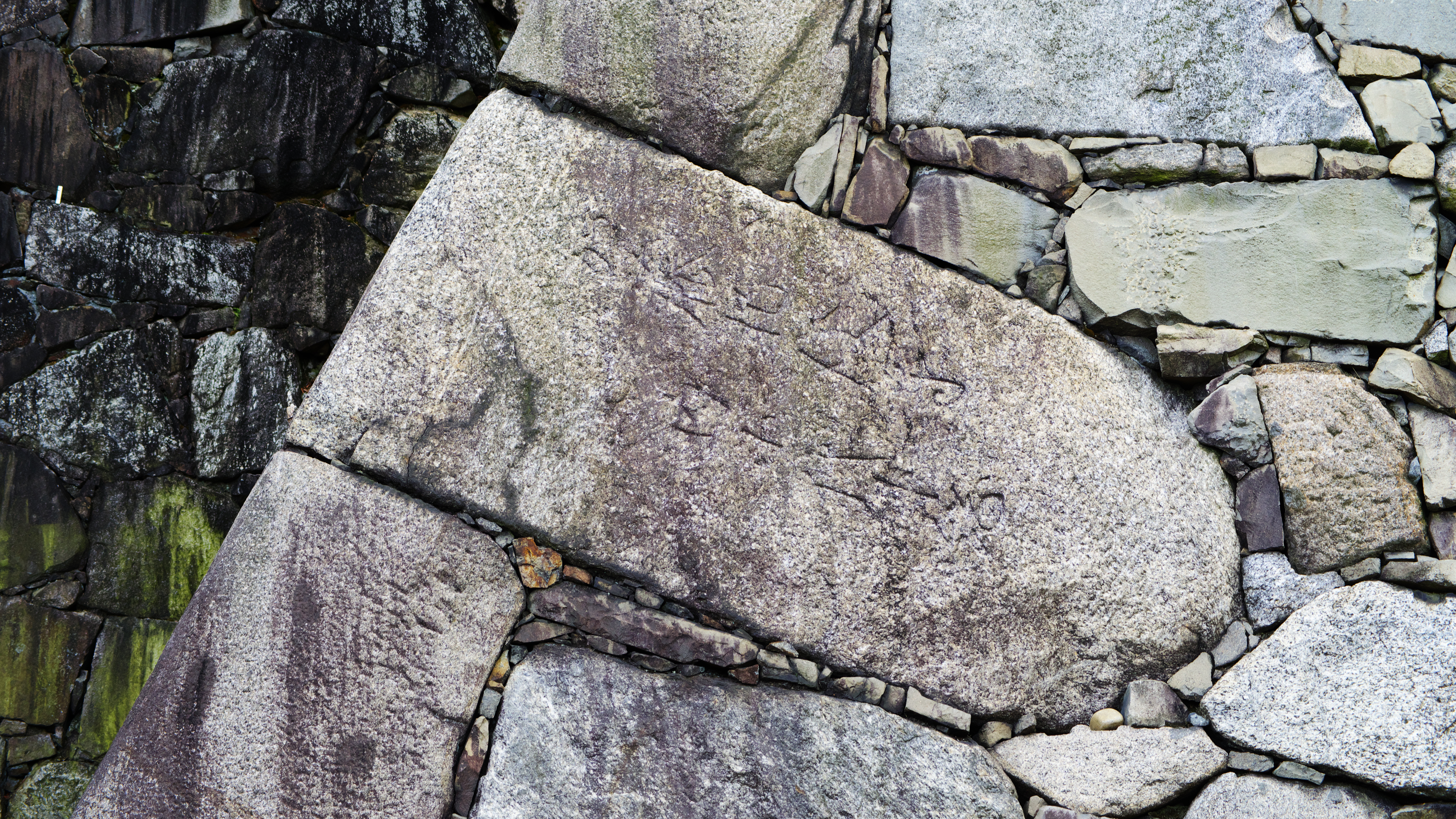
名古屋城大天守石垣内で、「加藤肥後守内小代下総」（加藤肥後守の家臣、小代下総守（小代親泰））と刻まれた石

慶長15年（1610年）、徳川氏による尾張名古屋城の普請に協力した。
慶長16年（1611年）3月、二条城における家康と豊臣秀頼との会見を取り持つなど和解を斡旋した。しかし、ここで重要なのは清正は秀頼の護衛役ではなく、既に次女・八十姫との婚約が成立していた家康の十男・徳川頼宣の護衛役であり、徳川氏の家臣として会見に臨んだことである。その一方で、清正は頼宣とともに秀頼の豊国神社の参詣、鳥羽までの見送りに随行しており、家康としても徳川・豊臣の和解のために清正の役割に期待する側面もあったとみられる。
同年5月、熊本への帰国途中の船内で発病し、6月24日、死去した。50歳。死因には諸説あるが（後述）、脳溢血によるものと考える説が有力である。

### 死後
嗣子・忠広が跡を継いだが、寛永9年（1632年）6月1日に改易された。忠広は堪忍分1万石を与えられて出羽庄内藩にお預けとなった。理由は諸説ある。
加藤家の家系は、かつて庄内藩領であった山形県酒田市大字新堀などで続いている。忠広は清正の遺骨を庄内丸岡に持ち込み、曹洞宗天澤寺本堂の北に墓碑を建立した。この墓は昭和24年（1949年）に発掘され、初期弓野焼の壷に納めた遺骨と鎧が発見された。
新たに肥後熊本54万石の領主となった細川忠利は、清正の霊位を先頭にかざして肥後に入部し、熊本城に入る際「あなたの城地をお預かりします」と言って浄池廟の方角に向かって遥拝し、清正を敬う態度を示した。本妙寺は細川氏の菩提寺（泰勝寺・妙解寺）並の寺領を寄進される。享保20年（1735年）の百二十五遠忌の頃になると、毎月23日の清正命日逮夜には参詣通夜し、所願成就を祈願する者が急増する。6月23日の祥当逮夜には、大勢の参拝客を目当てに参道に仮設店舗や茶店が出る賑わいを見せ、現在の頓写会の原形が姿を現している。かつて「日乗様」「日乗居士」と呼ばれていた清正は、このころには「清正公」「清正神祇」と尊称されるようになって神格化が進み、本妙寺・浄池廟は「せいしょこ（清正公）さん」として、民衆の清正信仰の中心的存在となった。

## 人物

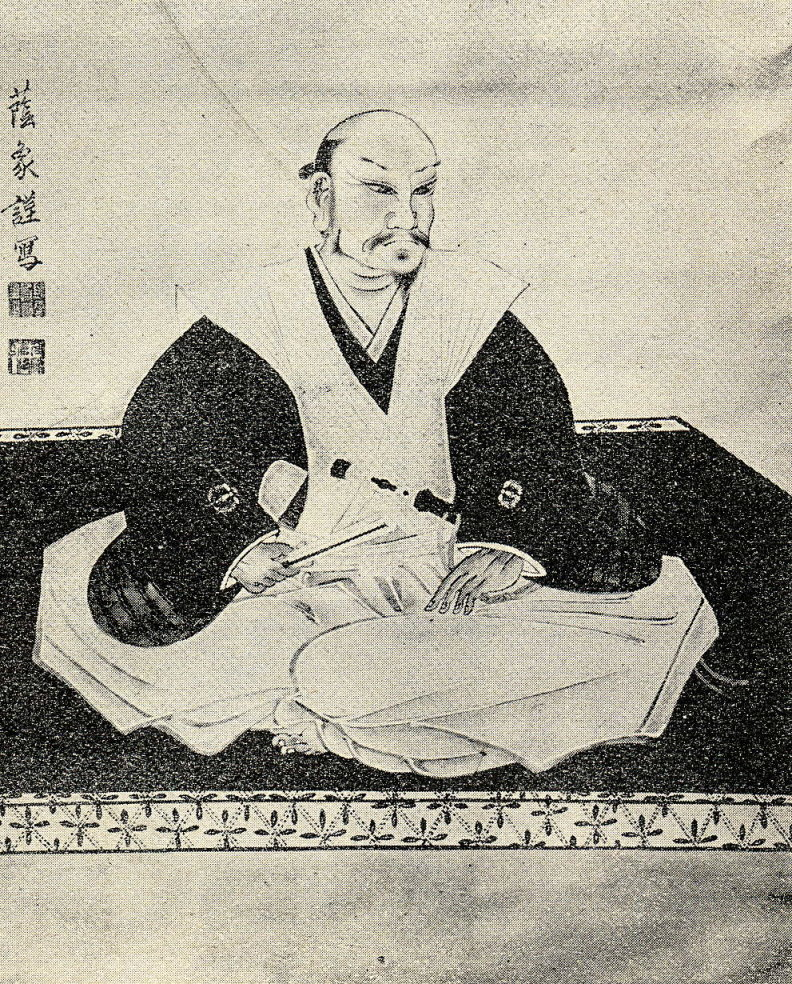
清正の重臣・大木舎人が写生し、文久年間にさらに模写されたという肖像

- 藤堂高虎や黒田孝高と並ぶ築城の名手として知られ、熊本城や名護屋城、蔚山倭城、江戸城、名古屋城など数々の城の築城に携わった。また飯田直景、大木土佐らと穴太衆を用いて領内の治水事業にも意欲的に取り組んだ。この結果、熊本県内には現在も清正による遺構が多く存在する。その土木技術は非常に優れており400年以上経った現在も実用として使われている遺構が少なくない。このとき清正は莫大な人手をまかなうため男女の別なく動員したが、給金を払い必要以上の労役を課すことなく、事業の多くを農閑期に行うことによって農事に割く時間を確保したという。
- 武将としては福島正則とともに豊臣氏配下の有力の武将の一人で、正則とは親しかったとされる。石田三成とは豊臣政権下で文治派、武断派が形成されるにつれて関係が悪化し、小西行長とは朝鮮出兵の際の意見対立や互いの領地が隣り合わせであったため常に境界線をめぐって争ったともいわれている。

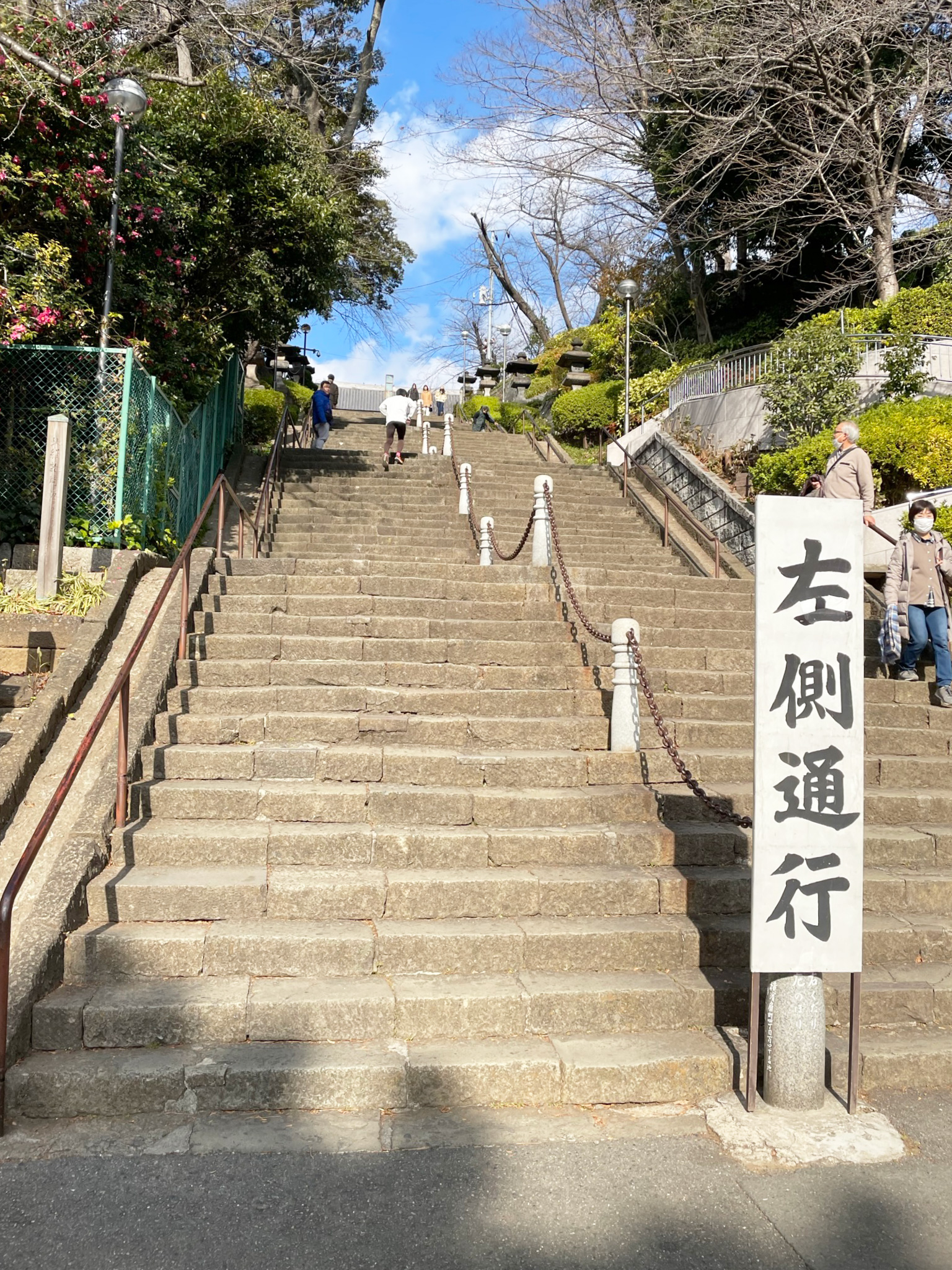
清正が寄進した池上本門寺の石段「此経難持坂」

- 熱心な日蓮宗の信徒であり、領内に本妙寺をはじめとする日蓮宗の寺を数多く創設した。また、日蓮入滅の霊場である池上本門寺の祖師堂や石段を寄進建立した。
- いわゆる「三振法（清正当時の呼称ではない）」を取り入れたことで知られる。これは武士のみが対象であったが、軽微な罪や式典で粗相を3回起こすと切腹を申し付けられるものであった。
- 熊本県（旧熊本藩）においては、「清正公（せいしょこ）さん」として現在も種々の史跡や祭りなどに取りあげられているが、当時の肥後人の清正への崇敬は強かった。これはほとんどの大名が単に統治しただけであったのとは対照的に、農業政策で実績を上げたことによる。
- 清正が治水や農業振興に力を尽くしたものの、一方で朝鮮出兵の費用を賄うための重税や動員は百姓への大きな負担となっていた。また、国境近くや要地に支城を設けて重臣達を城主にして独自の所領・軍団経営を認めさせた「備（そなえ）」という制度は敵の侵入を防ぐのには有効であったが重臣達の権力を強め、また体制を維持するための財政的負担も大きかった。清正もこの問題点を認識してはいたが、その後の関ヶ原の戦いや天下普請によって解消する機会を逸したまま没してしまった。このため、領国は疲弊することになり、また幼くして後を継いだ嫡男・忠広の下で権力を持った重臣達が争うことにもなり、結果的には加藤家改易の遠因ともなったとされる[3][4]。
  - 但し、熊本震災を機に熊本城の研究が進んだ結果、忠広治世期に多くの支城が整理される軍縮の動きがあった一方、大規模な熊本城の拡張が行われていた軍拡があったことが明らか[29]になり、現在の熊本城や城下の原型が忠広期に完成されたという事実が示された。清正の発給文書が600通を超えるのに対して忠広は95通と少なく、忠広の時代を清正時代の課題を克服できずに改易となったと評価するには、基礎的な研究が十分ではないとする指摘がある[30]。

### 武具・装備一式
- 長烏帽子形兜 - 清正は身の丈六尺三寸（約190cm）の大男と伝えられ、長烏帽子形兜（ながえぼしなりかぶと）という変わり兜を被ることでさらに背が高く見えたという。清正が蔚山城の戦いで被ったと伝わる。浮世絵の武者絵では、この兜と蛇の目紋が清正のイメージとして定着している。紀州徳川家に伝来し、現在は徳川美術館が所蔵[31]。
- 片鎌槍 - 所持する十文字三日月槍の片刃が、天草一揆討伐戦、または朝鮮の役での虎退治で噛み折られてしまったが、研磨して片鎌槍と称して愛用を続けたという伝説があるが、実際は当初から片方が欠けている。この愛用の槍は八十姫（瑤林院）の徳川頼宣への輿入れ道具として持ち込まれ紀州徳川家に伝えられた。現在は東京国立博物館所蔵。
- 題目旗 - 熱心な法華宗信者であったため、白地に朱色で題目（南無妙法蓮華経）を書いた旗を戦場で翻らせた。
- 帝釈栗毛（たいしゃくくりげ） - 清正の愛馬。帝釈とは仏教の守護神帝釈天のことで、体高は六尺三寸あったという巨大な馬。
- 金小札色々威片肌脱胴具足（きんこざねいろいろおどしかたはだぬぎどうぐそく） - あくまでも「伝」加藤清正所用の甲冑で、頭には熊毛をあしらい、胸部と背部に片肌を脱いであばら骨の浮いた肉色の体を覗かせた具足で、屍を思わせる恐ろしげなデザインで有名。東京国立博物館所蔵。
- 陣中で使用した刀は熊本県にある浄土真宗大谷派本願寺末寺の金蓮寺住職である蓮田家の家宝となり、蓮田善明が軍刀として戦地に携えていった。

- 長烏帽子形兜
- 片鎌槍
- 金小札色々威片肌脱胴具足（肩脱二枚胴具足）

### 熊本での事業

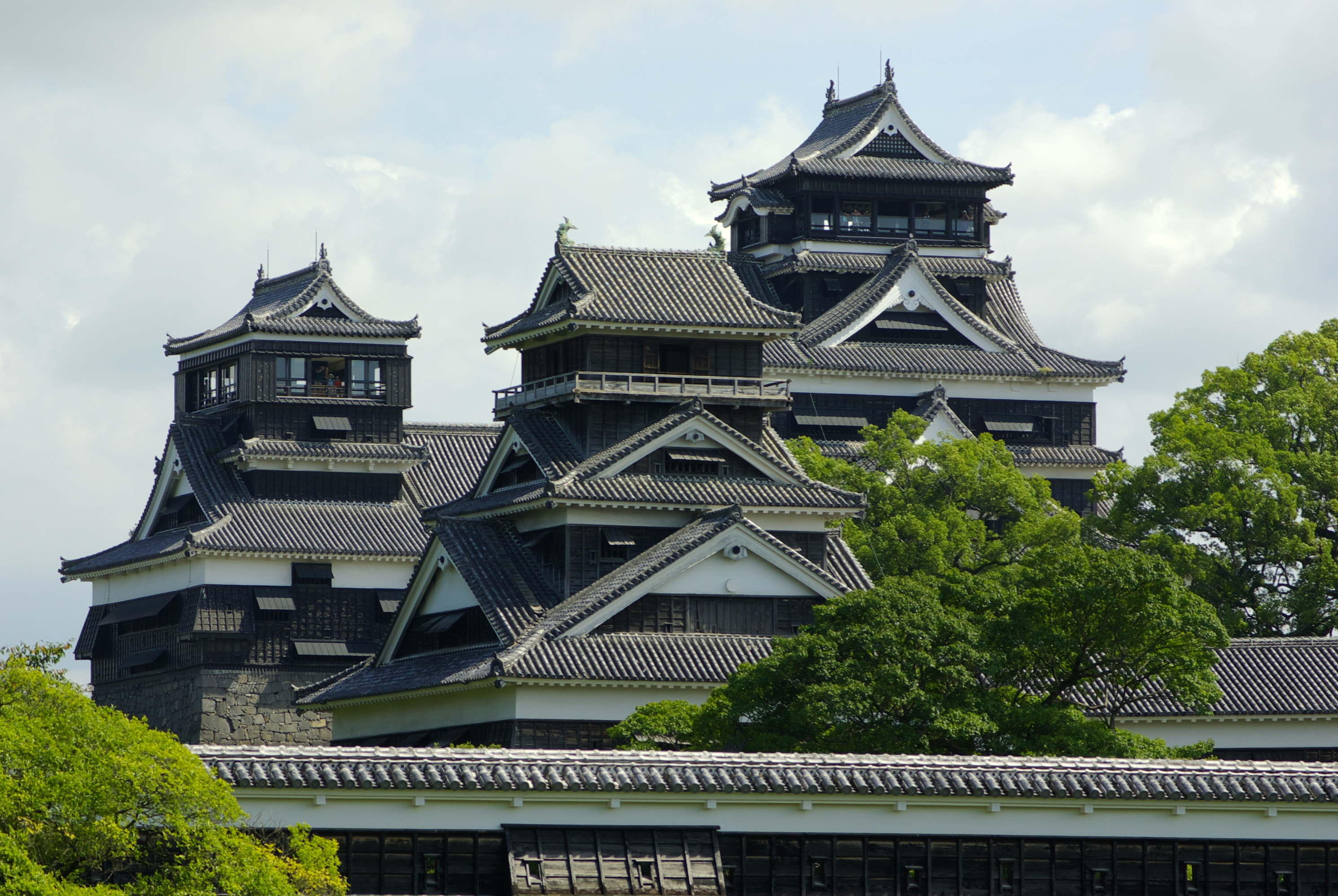
熊本城

清正が肥後国を治めていたのは、天正15年（1587年）から慶長16年（1611年）の期間だが、朝鮮出兵等もあって実際に熊本に居住していた期間は延べ15年程である。清正以前の肥後は、秀吉が九州平定後に「こんなに豊かな国は見たことがない」と言ったように、国人でも豊かに暮らせたため有力大名が現われず、国人が割拠する時代が続き、佐々成政でさえも収拾できず荒廃していた。そんな中、清正は得意とする治水等の土木技術による生産量の増強を推し進めた。これらは主に農閑期に進められ男女を問わず徴用されたが、これは一種の公共工事であり、給金も支払われたためみな喜んで協力したという。
- 「隈本（隅本とも）」を「熊本」に改称した理由は、隈本城の改修工事が落成した際に、清正が「『隅本』より『熊本』の方が勇ましかろう」と言ったとの伝承が伝わっている。
- 「白川・坪井川大改修」以前は白川と坪井川は現在の熊本市役所付近で合流し下通を貫いて今の白川に流れていたが、これを現在の流路に変更したのは清正である。熊本城築城の際、予定地の側に現代でいうところの都市河川である坪井川と阿蘇からの火山灰を含んだ白川が合流する様を見て、流路を分けて城に近い坪井川を内堀に、遠い白川を外堀とする河川改修を行った。また当時の技術においてさらに下流にある再合流地点に石塘を築き両河川を河口まで分流した。それは、そこよりも下流の地域まで氾濫から未然に防ごうとする設計だった。
- 熊本4大河川改修。白川坪井川の付替、緑川の鵜の瀬堰、球磨川の遥拝堰、菊池川における各種改修と灌漑用水の整備。これにより広大な穀倉地帯が生まれた。
- 熊本平野・八代平野・玉名平野への干拓と堤防の整備。これにより海岸に近い地域にも広大な畑作地域が生まれた。
- 白川水系の主に熊本平野への灌漑事業における、非常に実験的な用水技術（馬場楠井手）等。当時としては先進的な測量・土木技術の賜物である。今日の農業用水確保はこの時代の遺構に頼る面が少なくない。白川流域かんがい用水群（井手用水・下井手用水・馬場楠井手用水・渡鹿用水）が2018年に、菊池のかんがい用水群（築地井手・原井手・今村井手・宝永隧道・古川兵戸井手）が2019年に国際かんがい排水委員会のかんがい施設遺産に認定されている。

なお、現在の堀川は加藤忠広が着工し、細川忠利の時代に完了した。白川と坪井川を結ぶ農業用水路である。

### 豊後支配
- 法心寺 (大分市) - 慶長6年（1601年）、清正が家臣・加藤平左衛門に命じて建立させた[32]。開山は、熊本の本妙寺常林院の日栄上人[32]。

### 逸話
- 清正が肥後北部24万石を治めていた頃、小西行長の領地・天草で豪族の反乱が起きた。その援軍に向かった時、反乱軍でも武勇知られた木山弾正という豪傑と一騎討ちになった。相手は弓の使い手で、矢を射ようとしたために清正は「一騎討ちなれば、正々堂々打ち物（太刀）で勝負」と声を掛けて、手にしていた槍をその場で投げ捨てた。これを見た弾正も弓を捨てたところ、清正はすかさず槍を拾いあげて突きかかり、討ち取ったという[33]。
- 同じくこの反乱の際、反乱勢の籠もる志岐城に和平の使者を送り、志岐城側が出迎えの衆を寄越すと、これに突然襲い掛かって皆殺しにし、してやったりとして陣を敷いたという[33]。
- 木山弾正の遺児は横手五郎と名乗り怪力が自慢であったが、熊本城築城の人夫となり敵討ちの機会を狙っていた。しかし、これに気付いた清正によって城内の井戸の中の作業をしているときに石・砂を投げ込まれ生き埋めにされたという。しかしこの逸話には諸説あり、清正に認められ、忠実な家臣になったという逸話もある。彼が運んだと伝わる「首掛け石」という凹型の巨石が城内にある[34]。

### 手話単語において
日本手話における「加藤（カトウ）」の手話単語の1つに「両手で槍を持って前に突き出す」動作を真似たものがあるが、これは加藤清正の虎退治の故事にちなんだものといわれ、長槍がカトウをイメージさせることに由来するとされている。

## 死因

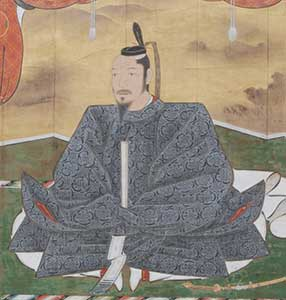
清正公像（本妙寺所蔵品、模写）

清正の死因は『当代記』の2年後に唐瘡（梅毒）で死んだ浅野幸長の項に、彼と同様に好色故の「虚ノ病」（腎虚（花柳病）か）とされている。一方で家康またはその一派による毒殺説もある。清正・幸長の両名が同じ病気でしかも急死したため、家康による毒殺ではないかとの憶測も流れた。暗殺説の中でも二条城会見での料理による毒殺、毒饅頭による毒殺など様々にある。根強い毒殺説を題材としたのが池波正太郎の『火の国の城』である。
また死因は瘡（癩病、ハンセン病）であったとする説もあり、罹患者の多かった時代には清正を祀る加藤神社に平癒を願う参詣者が多かったという。ちなみに熊本市の本妙寺は明治20年代まで梅毒やハンセン病で不具になってしまった患者達で混雑することが珍しくなかった。参拝客達に哀れみを乞い、この寺に墓がある清正を一種の神と崇め、病を治して貰おうという信仰があったからである（ただし全国の寺社でも同様の現象が起こっていた）。日本のハンセン病の歴史において大きな足跡を残したひとり、イングランド国教会の伝道師だったハンナ・リデル（女性）はこの寺で見た患者達の群を見て甚大なショックを受け、その生涯を彼らの救済に傾けた。ただし、本妙寺は日蓮宗の寺院であり、日蓮宗には元々「癩病（ハンセン氏病）は法華経を謗った報い」であるという考え方が存在し、法華経信仰とハンセン病平癒、そして熱心な日蓮宗信者とされる加藤清正が結びついたことに由来するという考えもあり、清正の死因とは結びつかないという説もある。
清正は熊本に帰る途中に発病し口がきけなくなり、健康は回復しなかった。遺言はなかった。赤尾口で荼毘に付され、そこには後に庵が建てられ静慶庵と名付けられた（九州森林管理局内に碑がある）。本葬は10月13日、嫡子虎藤（忠広）の帰国後に日蓮宗京都本山本圀寺貫主である日桓の引導により厳修された。清正の遺骸は甲冑の武装のまま石棺に朱詰めにされ、現在の廟所内の清正公像の真下にあたるところに埋葬された。

## 系譜
- 父：加藤清忠（大永6年（1526年）‐ 永禄7年（1564年）） 通称・正左衛門、五郎助。斎藤道三に仕えたが、合戦で負傷し武士を辞め、刀鍛冶清兵衛のもとで鍛冶師として修行し、その娘である伊都を娶り、清正をもうける。38歳で死去。
- 母：聖林院（? ‐ 慶長5年（1600年）） 名は伊都。父は鍛冶屋清兵衛。天瑞院とは姉妹・従姉妹と伝わる。慶長5年（1600年）に亡くなり、妙永寺に葬られる。法名は聖林院殿天室日光大姉。
- 正室 - 山崎氏（生没年不詳）、山崎片家の娘。天正頃に清正に嫁したといわれ、一子・虎熊を儲けた。没年は文禄頃といわれる。なお清正の養子である百助は実弟にあたる[39]。
  - 長男：虎熊（生没年不詳）
- 継室 - 清浄院（1582年 - 1656年）、水野忠重の娘、徳川家康の養女。
  - 次女：瑤林院（1601年 - 1666年） - 八十姫。徳川頼宣の正室。
- 側室：本覚院（? - 1626年） - 菊池武宗の娘。
  - 次男：加藤忠正（1599年 - 1607年）
- 側室：浄光院（? - 1625年） - 赤星親武（太郎兵衛）の娘。
  - 長女：本浄院（1598年 - 1627年） - あま姫。榊原康勝・阿部政澄の正室。榊原家では「こや姫」。
- 側室：正応院（? - 1651年） - 玉目丹波守の娘。
  - 三男：加藤忠広（1601年 - 1653年）
- 生母不明の子女
  - 男子：貴田正勝（玄蕃） - 重臣貴田孫兵衛の長男とされるが、実は加藤清正の庶子であったとの記録がある。当初加藤家に1500石で仕え、加藤家改易ののち、摂津尼崎藩主の青山幸成に仕えた。なお、弟貴田政時（権内・角右衛門）は細川忠興・忠利父子に500石で仕え、その子孫も細川家に仕えた。
- 養子
  - 男子：百助（天正10年（1582年） - 慶長12年（1607年）） - 山崎片家の子。一時水俣城代を務めた。清正に実子が誕生した後に実家に戻る。清正の実子が生まれたら5万石を分知するという話があったが果たされなかった。慶長12年（1607年）に兄・山崎家盛の家臣神崎清兵衛と争いになり死去した[40]。
  - 女子：桑原平八郎室（生没年不詳） - 出自は不詳。家臣・桑原平八郎に嫁いだとされ、平八郎はそれを機に「加藤清兵衛」と称したと伝えられている。「加藤清正十六将」の1人。しかし、夫は朝鮮出兵後に離縁して加藤家を出奔、蒲生秀行に仕えて本山安政（豊前守）と改名している。

## 家臣

### 加藤清正十六将
- 飯田直景 - 日本槍柱七本、加藤三傑。
- 森本一久 - 加藤三傑。
- 庄林一心 - 加藤三傑。元仙石秀久家臣であり九州征伐後に仙石秀久が改易され、加藤清正の肥後入国後に加藤家に仕え、軍事的に秀でており天草一揆や朝鮮出兵で功績を残し、加藤清正が軍事面で最も信頼を寄せていた人物。禄高8,000石。
- 加藤直正 - 元の名は桑原平八郎、清八とも。豊臣秀吉の上意により加藤清兵衛直正と名を改めた。肥後藟嶽城代。『絵本太閤記』によると、朝鮮出兵で、蔚山倭城に押し寄せた明の大軍を鉄砲で撃退する、智勇兼備。のち清正と不仲、一時寺沢広高に属した後、蒲生秀行に仕えて、本山安政（豊前守・道寒斎）と名を改めた。その後、蒲生忠郷の時代には会津藩の仕置（家老）にまで昇進、寛永3年（1626年）に死去した[41]。民を愛しみ恵むので士民に愛されたと伝わる。禄高8,500石。
- 加藤重次 - 佐敷城代、大和守。元六角家臣。六角家の滅亡後、富山城主佐々成政に仕えた。佐々成政が隈本城主として肥後国に入封すると、実弟井上吉弘とともに肥後に入る。佐々成政が肥後国人一揆への不手際により自刃されると、加藤清正に仕えた。「文禄の役」でも戦功を挙げた。「慶長の役」では蔚山城に籠城、乏しい食料の中、明の大軍を撃破した。加藤清正の病没後は、加藤忠広を支える大老五人衆のひとりとなった。
- 加藤可重 - 通称右馬允。加藤清正の遠縁である片岡清左衛門の嫡男で、その縁で加藤清正に仕えた。加藤清正の肥後国入封後は肥後内牧城代を務めた。1592年「文禄の役」で嫡男加藤重正が討死した。次男加藤正方が幼いため、甥を養子にした。
- 斑鳩平次 - 元上杉家臣。実名は信好、異名は狸平次。数多く逸話が伝わるの豪傑。「文禄、慶長の役」で武功を挙げ3,000石を領した。
- 龍造寺又八
- 貴田孫兵衛 - 諱は統治とも。豊前出身の豪傑。佐竹勘兵衛の男。別名毛谷村六助。怪力と俊足の持ち主。「文禄、慶長の役」では鉄炮衆40名余りを率いて参陣した。足の速さを見込まれ、漢城陥落の報を名護屋に届けるための使者となり、わずか二週間で名護屋まで達した。900石を領した。
- 吉村氏吉 - 吉(橘)左衛門。尾張国松木の出身で、当初は織田信雄に仕えた。信雄の改易後は加藤清正に仕えて朝鮮出兵や関ヶ原の戦いでの宇土城攻略に活躍した。
- 山内甚三郎 - 加藤清正に仕えて天草衆一揆鎮圧に功績を挙げ、朝鮮の役にも参加した。
- 九鬼広隆 - 四郎兵衛。九鬼嘉隆の甥。
- 天野助左衛門
- 木村又蔵 - 罷免された後も忠義を尽くし続けた人物。
- 斎藤利宗 - 斎藤利三の子。
- 赤星親武 - 赤星統家の子とされる。

### その他
- 並川宗為 - 金右衛門、志摩守。並河易家の嫡男。織田信長の首をとったと伝わる。家老を務め、加藤家五家老のひとり。軍事的（一番備頭）にも政治的にも地位が高い。禄高10,297石
- 三宅角左衛門 - 飯田直景とともに加藤家の両角と呼ばれた豪傑。朝鮮出兵や宇土城攻めにて数々の功績を残す。小西家領地接収後は麦島城代に任命された。また飯田直景とともに普請奉行にも任命され、本妙寺池廟の建設及び熊本城や名古屋城の築城に功績を残した。禄高3,674石。
- 大木兼能 - 大木道玄の男。官途は土佐守。通称弥介。父大木道玄は尾張斯波家に属していた。1571年「伊勢長島の一向一揆」に参陣した。織田信長の庶兄津田信広らを討取る戦功を挙げた。長島の一向一揆が滅びた後、佐々成政に属して3,000石を領し先鋒の隊長となった。佐々成政に肥後が与えられたさい佐々成政にしたがって肥後国に入国した。佐々成政没後、加藤清正に仕えた3,000石を領した。また理財の能力にもたけていて蔵元奉行を担当し、加藤家の大阪屋敷留守居兼倉米販売を取り仕切った。1611年、加藤清正が病没すると殉死した。
- 井上勘兵衛（井上吉弘）-加藤重次実弟、佐敷城居留守役として梅北の乱を鎮圧（梅北一揆始末覚）後、朝鮮出兵で活躍。後に清正の側役。
- 井上正忠（井上大九郎）-加藤清正二十将にも入れる、 朝鮮出兵などに活躍した。
- 長尾善政 - 豊前守。岩尾城代。
- 加藤正方 - 加藤可重の次男。通称右馬充。加藤家二十将のひとり。兄が討死したため、家督は従兄が継ぐが、のちにその養子となり家督を相続した。肥後内牧城代。百八騎持。加藤清正の病没後、加藤忠広の家督相続を嘆願した。枝連衆の加藤正次との御家騒動を引起した。家臣西山宗因は俳句の祖として知られる。治水、干拓などで城下を発展させたが、加藤忠広改易により失領した。
- 加藤正直 - 万兵衛。加藤正方の男。室は加藤清正の娘。長尾善政没後、岩尾城代。1612年、幕命により内牧城代。幕府旗本として700石を領した。
- 加藤正次 - 清正のいとこ婿。美作守。肥後筒ヶ嶽城代。加藤忠広の五家老のひとり。禄高8,500石。

- 加藤清重 - 喜左衛門。清正の伯父。
- 森本一友 - 森本一久の長男。武勇に優れ、加藤家二十四将に数えられるほか「天草一揆鎮圧」にも活躍した。加藤家改易後、細川家に仕え5,100石を領した。
- 森本一房 - 森本一久の次男。
- 下川元宣 - 下川元綱の次男。通称又左衛門。羽柴秀吉の馬廻り衆であったが後に加藤清正に仕えて勘定役の仕事をした。戦場の武者活躍は少ないが肥後入国後は隈本城留守居として領内統治の責任者として内政を司った。加藤清正の病没後は五大老のひとりとして加藤忠広を支えた。
- 下川兵太夫 - 文禄の役に参加し、「清正高麗陣覚書」を記す。
- 曾根孫六
- 小野鎮幸（小野和泉） - 旧立花氏重臣。日本槍柱七本の筆頭。
- 小代親泰 - 肥後国人、小代親忠の男。朝鮮出兵で活躍。名古屋城築城も石積の才を発揮した。
- 梶原景俊 - 船手奉行。通称助兵衛。別名梶川才兵衛。1600年「関ヶ原の役」では、大阪屋敷より清浄院を大木兼能とともに救出した。「宇土城の戦い」では、瓢箪淵に船を乗り入れも、籠城側の銃撃により討死した。
- 荒川清澄 - 熊蔵。「鬼清澄」と呼ばれるほど怪力無双の豪傑という。
- 南条元宅 - 関ヶ原合戦時には小西家重臣として宇土城を守備し、三宅角左衛門と鑓を交え奮戦した。小西行長没落後、加藤清正の配慮により加藤家家臣となる。禄高6,000石。
- 日下部与助 - 宇土城夜襲の際一番槍をつけた。
- 坂川忠兵衛門 - 加藤家母衣衆のひとり。1600年「宇土城の戦い」で戦功を挙げた。宇土城攻めの時は二番槍をつける等勇猛の士であった。
- 相田権六 - 通称内匠頭。加藤清正が「賤ヶ岳の戦い」の戦功で3,000石を領したとき、加藤清正に仕えた。1592年「文禄の役」では二王子や捕虜役人の監視にあった。1600年「宇土城の戦い」では、小西行景の援軍を撃退する戦功を挙げた。加藤清正の病没後、加藤忠広に仕えた。
- 久武親直

## 墓所・霊廟・寺社
墓所は熊本市西区花園の発星山本妙寺の浄池廟、また山形県鶴岡市丸岡の金峰山天澤寺。さらに東京都港区白金台の最正山覚林寺（清正公）に位牌がある。
なお、東京都大田区の長栄山大国院本門寺（池上本門寺）に供養塔。奉斎神社は熊本市本丸鎮座の加藤神社。
また加藤清正に殉じた大木兼能、朝鮮人の金宦（きんかん、朝鮮名：良甫鑑）も、熊本城にある加藤神社に祭られている。

## 加藤清正を主題とした作品

### 小説
- 『虎之助一代」（南原幹雄、角川書店『城取りの家』収録）
- 『加藤清正』（佐竹申伍、PHP研究所）
- 『加藤清正』（海音寺潮五郎、文藝春秋）
- 『火の国の城』（池波正太郎、文藝春秋）
1976年度の大河ドラマの題材となる予定だったが、当時のNHKの芸能局長の反対により頓挫した（平将門を主人公とする『風と雲と虹と』となる）[42]。
- 「五十四万石の嘘」（松本清張、中央公論社『五十四万石の嘘』収録）
- 『加藤清正』（村上元三、東京文藝社）
- 『宿敵』（遠藤周作、角川書店）
- 『加藤清正 虎の夢見し』（津本陽、幻冬舎）
- 『もっこすの城 熊本築城始末』（伊東潤、KADOKAWA）
- 『小賢しい小姓たちよ』（今村翔吾、PHP研究所『戦国武将伝 西日本編』収録）

### 戯曲
- 『八陣守護城』（中川漁岸・佐川藤太　文化四年初演　俗称「毒酒の清正」）
- 『増補桃山譚』（河竹黙阿弥　1869年初演　俗称「地震加藤」）
- 『清正誠忠禄』（三世河竹新七　1875年初演　俗称「毒饅頭の清正」）
- 『二条城の清正』（吉田絃二郎　1933年初演）

### その他
- 唱歌『加藤清正』（尋常小学唱歌　第五学年第5曲）

なお、加藤清正は豊臣秀吉の一代記の作品群である『太閤記』の登場人物にもなっている。浄瑠璃や歌舞伎など演劇では「太閤」の官職名を「大功」に代えて『大功記』のタイトルにしている作品や、「太閤秀吉」の名を「大功久吉」にして脚色している作品があるが、加藤清正も演劇では「加藤正清」の名になっている作品がある。

## 関連作品

### テレビドラマ
- 『関ヶ原』（1981年、TBS、演：藤岡弘）
- NHK大河ドラマ
  - 『葵 徳川三代』（2000年、、演：苅谷俊介)
  - 『功名が辻』（2006年、NHK大河ドラマ、演：金児憲史）
  - 『真田丸』（2016年、NHK大河ドラマ、演：新井浩文）
  - 『どうする家康』（2023年、NHK大河ドラマ、演：淵上泰史）
- 『加藤清正 ～土木の神様 民とともに～』（2019年、テレビ熊本ドキュメンタリードラマ郷土の偉人シリーズ、演：石黒賢）[44][45]